# 走音天后
是一部2016年英國傳記喜劇電影。由史提芬·費雅斯執導，尼古拉斯·馬丁編劇。故事以紐約名媛佛羅倫斯·佛斯特·珍金絲不佳的歌唱技巧成為歌劇歌手為主題。2015年5月開拍，首映禮在2016年4月12日於倫敦舉行。

## 演員
- 梅莉·史翠普 飾 佛羅倫斯·佛斯特·珍金絲
- 休·葛蘭 飾 St. Clair Bayfield（英语：St. Clair Bayfield）
- 西蒙·黑爾貝格 飾 Cosmé McMoon（英语：Cosmé McMoon）
- 妮娜·阿里安达 飾 Agnes Stark
- 蕾貝卡·弗格森 飾 Specialist Role
- 約翰·卡瓦納 飾 阿圖羅·托斯卡尼尼
- 艾达·加里富林娜 飾 Lily Pons（英语：Lily Pons） (客串)

## 發行
2015年9月，派拉蒙影業收購了電影的美國發行權。《走音天后》於2016年4月23日在貝爾法斯特電影節上首映。英國於同年5月6日發行，美國則在8月12日上映。

### 評價
爛番茄新鮮度87%，基於189條評論，平均分為7.1/10，而在Metacritic上得到71分，代表「普遍好評」，收穫積極評論。據CinemaScore調查，觀眾給予電影的平均評價於A+至F間落於「A-」。

### 票房
在美國及加拿大，電影於2016年8月12日上映，並與《腸腸搞轟趴》、《尋龍傳說》共同競爭，預計首映週能在1,500個劇院中收穫500至700萬美元。最終在該週進帳660萬美元，位居第八。截至2016年10月2日，《走音天后》在北美地區的總票房為2,730萬美元，其他地區1,700萬美元，全球共計4,430萬美元。

## 書籍
| 出版日期 | 書名         | 作者        | 譯者   | 出版社   | ISBN               |
| -------- | ------------ | ----------- | ------ | -------- | ------------------ |
| 2016年   | 《走音天后》 | 賈斯普·睿斯 | 宋瑛堂 | 時報文化 | ISBN 9789571366463 |

## 外部連結
- 互联网电影数据库（IMDb）上《走音天后》的资料（英文）
- 爛番茄上《走音天后》的資料（英文）
- AllMovie上《走音天后》的资料（英文）
- Box Office Mojo上《走音天后》的資料（英文）
- Metacritic上《走音天后》的資料（英文）
- 開眼電影網上《走音天后》的資料（繁體中文）
- 时光网上《走音天后》的資料（简体中文）
- 豆瓣电影上《走音天后》的資料 （简体中文）